# David Čáp
David Čáp (* 6. června 1980 Přelouč) je český psycholog a vedoucí kurzů sebeovládání.

## Studium a praxe
Vystudoval speciální pedagogiku se zaměřením na etopedii (výchovu a vzdělávání dětí s poruchami chování) na PedF UK v Praze a dále psychologii na FF UK v Praze. Absolvoval pětiletý systematický výcvik v Gestalt terapii (Dialog – CZGPTI, Brno). Téměř sedm let pracoval s dětmi a dospívajícími s problémovým chováním a jejich rodinami ve Středisku výchovné péče. Nyní přednáší na katedře psychologie FF UK v Praze, dále na katedře psychologie PedF UK. Také se věnuje podpoře zaměstnanců v oblasti sociálních služeb a školství.

## Osobní život
Je ženatý a má tři děti. Žije v Praze.

## Rozhovory do médií
Pro své zkušenosti s dětskou psychologií a metodami zvládání vzteku je David Čáp také hostem v českých médiích. Zde výpis některých z nich.
- DVTV: Plivání do jídla, zákaz vstupu na WC i fyzické útoky, popisuje formy školní šikany expert[3]
- DVTV: Muži se učí, jak zvládat vztek. K životu ho potřebujeme, násilí ne, říká lektor kurzu[4]
- Rodiče vítáni: Nikdo se nechová pořád špatně. U problematických dětí je třeba oceňovat i malé pokroky, jinak se zatvrdí, říká psycholog David Čáp[5]
- Host Lucie Výborné: Jak zvládat vztek? Zapomeňte na větu „uklidni se“, radí psycholog a vedoucí kurzů sebeovládání[1]

## Knihy
- Vybrané ukazatele sociální zralosti osobnosti v projektivních psychodiagnostických metodách
- Projektivní metody v psychologické diagnostice